# Морська пошуково-рятувальна служба
Казенне підприємство «Морська пошуково-рятувальна служба» (абрв. КП «МПРС») — центральний орган виконавчої влади створений наприкінці 2011 року Міністерством інфраструктури України. Служба забезпечує несення постійної пошуково-рятувальній готовності для оперативного порятунку людей, надання їм невідкладної медичної допомоги та евакуації у безпечне місце.
Місце базування КП МПРС розташоване в смт Олександрівка, Одеської області.

## Історія
Казенне підприємство «Морська пошуково-рятувальна служба» було утворено в 2011 році у відповідності з постановою Кабінету Міністрів України від 20.10.2011 № 1069 «Про забезпечення функціонування єдиної системи пошуку і рятування на морі» на виконання Міжнародної конвенції з пошуку й рятування на морі (SAR-79), до якої Україна приєдналася у 1992 році.
Держава делегувала КП «МПРС» виконання Міжнародної Конвенції з пошуку і рятування на морі 1979 року, Міжнародної Конвенції з охорони людського життя на морі 1974 року, Угоди про співробітництво причорноморських країн з пошуку та рятування на Чорному морі 1998 року з фінансуванням таких заходів за рахунок частини (10 %) корабельного портового збору.

Постановою Кабінету Міністрів України від 14.08.2013 № 584 "Про реорганізацію казенного підприємства «Морська пошуково-рятувальна служба» КП «МПРС» реорганізовано в філію державного підприємства «Адміністрація морських портів України». Це негативно відобразилось на діяльності підприємства, що призвело до зниження пошуково-рятувальної готовності України[джерело?].
У результаті розслідування причин трагічної аварії судна «Іволга», яка забрала життя багатьох людей, Кабінет міністрів України постановою від 24.02.2016 № 1598 ухвалив рішення про відновлення діяльності КП «МПРС», у розвиток якого Міністерство інфраструктури України видано наказ від 25.03.2016 № 119 «Про виконання заходів про відновлення єдиної системи пошуку та рятування на морі».

## Структура
- Державний морський рятувально-координаційний Центр, ДМРКЦ (м. Одеса)[3]
- Берегова радіостанція морських районів А1, А2 ГМЗЛБ[4] (м. Одеса Великий Фонтан; радіус 23 і 200 миль)[5]
- Морський рятувальний підцентр, МРПЦ (м. Бердянськ)[6]
  - Берегова радіостанція морського району А1 ГМЗЛБ (м. Маріуполь; радіус 20 миль)[7]
  - Пост аварійного сповіщення (м. Бердянськ; радіус 20 миль)[8]

Виведені з експлуатації
- Берегова радіостанція морського району А1 ГМЗЛБ[4] (м.Севастополь)
- Береговий Радіоцентр ГМЗЛБ (м. Севастополь)
- Берегова радіостанція морського району А1 ГМЗЛБ (м.Керч)
- Береговий Радіоцентр ГМЗЛБ (м. Керч)

## Флот
Пункти базування
| Розм-ня по акваторіям                  | Катери / буксири                        | Координати                                                              |
| -------------------------------------- | --------------------------------------- | ----------------------------------------------------------------------- |
| Морський порт «Бердянськ»              | катер ПРК-03                            | 46°45′02″ пн. ш. 36°46′45″ сх. д. / 46.750560° пн. ш. 36.779170° сх. д. |
| Одеський морський порт                 | катер ПРК-01                            | 46°30′13″ пн. ш. 30°44′40″ сх. д. / 46.50361° пн. ш. 30.74444° сх. д.   |
| Морський порт «Чорноморськ»            | буксир «Сапфір» (з ПРК-501)катер ПРК-02 | 46°19′44″ пн. ш. 30°39′34″ сх. д. / 46.32889° пн. ш. 30.65944° сх. д.   |
| Скадовський морський порт              | катер ПРК-05                            | 46°06′26″ пн. ш. 32°54′43″ сх. д. / 46.107306° пн. ш. 32.911889° сх. д. |
| Морський порт «Білгород-Дністровський» | катер ПРК-04                            | 46°04′01″ пн. ш. 30°27′24″ сх. д. / 46.06694° пн. ш. 30.45667° сх. д.   |
| Морський порт «Усть-Дунайськ»          | катер ПРК-06                            | 45°28′01″ пн. ш. 29°42′43″ сх. д. / 45.466993° пн. ш. 29.711874° сх. д. |

Судна та катери
| Рятувальні судна                |       |                      |         |          | |  |
| проєкту 1454 тип «Наполегливий» | 1 од. | «Сапфір»             | СРСР    | 1988     | водотоннажність — 1650 тонн, довжина/ширина/осадка — 58,3/12,64/4,67 м, 2-а двигуна потужністю 1080 кВт кожен, швидкість 13,5 вузлів (26 км/год), автоном. 20 діб, 36 чол.                                           |  |
| Пошуково-рятувальні катери      |       |                      |         |          | |  |
| проєкт 522 / 522А               | 1 од. | ПРК–06               | СРСР    | 1960     | водо-сть: стандартна/повна — 92/119 тонн(и), довжина/ширина/осадка — 28,58/5,5/1,7 м, швидкість — 12,2 вузлів (22,6 км/год), дальність плавання від 850 до 1760 миль, автоном. 10 діб, 1 дизель — 450 к. с., 22 чол. |  |
| тип RIB 650 SAR                 | 1 од. | ПРК-501              | Україна | 2018     | габ. довжина/ширина — 6,5/2,9 м, вага — 1350 кг, вантажопідйомність — 2382 кг, 2 двигуна потужністю по 140 к. с. кожен, швидкість 45 вузлів (83 км/год), 10 місць                                                    |  |
| тип RIB 500 SAR                 | 1 од. | ПРК-502              | Україна | 2017     | габ. довжина/ширина — 5,0/2,2 м, вага — 540 кг, вантажопідйомність — 810 кг, потужність 1 двигуна бл. 50 — 90 к. с., 8 місць                                                                                         |  |
| тип Watercat пр. Patrol 150 SAR | 2 од. | ПРК-01 ПРК-02        | Естонія | 2011     | довжина/ширина/осадка — 14,9/4,4/0,85 м, водотоннажність — 22,000 кг, пал.баки — 2300 л, 2-а диз. двигуна потужністю по 500 кВт кожен, швидкість до 35 вузлів (65 км/год), 16 місць                                  |  |
| тип Boomeranger RIB C-1100 SAR  | 3 од. | ПРК–03 ПРК–04 ПРК–05 | Естонія | 20102011 | довжина/ширина/осадка — 11,9/3,65/0,85 м; повна водотоннажність — 5600 кг, пал.баки — 3500 л, 2-а диз. двигуна потужністю 315 к. с. кожен, швидкість до 32 вузлів (59,2 км/год), 12 місць                            |  |

## Керівництво
- грудень 2011 — липень 2013 рр. — директор Сударев Віктор Олексійович
- 29 березня 2016 р. — 19 жовтня 2019 р. — директор Сударев Віктор Олексійович
- 19 жовтня — 25 жовтня 2019 р. — директор Шелковніков Валерій Юрійович[17][18]
- 25 жовтня — 24 грудня 2019 р. — в.о. директора Купрій Алла Анатоліївна[19][20]
- 24 грудня 2019 р. — т. ч. — директор Сударев Віктор Олексійович[21][22]